# هند در المپیک

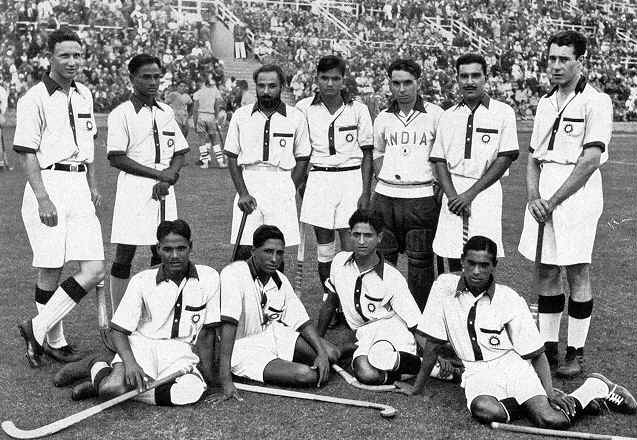
تیم هاکی هند در بازی‌های المپیک برلین در سال ۱۹۳۶ بعد از شکست آلمان ۸–۱ در فینال

هند برای اولین بار در سال ۱۹۰۰ در بازیهای المپیک شرکت کرد؛ در حالی که تنها یک ورزشکار این کشور(نورمن پریچارد) دو مدال - هر دو نقره در دو و میدانی کسب کرد.
تیم هند تا سال ۱۹۲۰ در بازیهای المپیک تابستانی شرکت نکرد.
این کشور برای اولین بار در سال ۱۹۲۰ تیمی را به بازی‌های المپیک تابستانی فرستاد و از آن زمان تاکنون در همه رقابت‌های تابستانی شرکت کرده است.
ورزشکاران هندی ۲۸ مدال کسب کرده‌اند که همگی در بازی‌های تابستانی بوده‌اند.
برای یک دوره زمانی، تیم ملی هاکی روی چمن هند در مسابقات المپیک جوایز بسیاری کسب کرد و در دوازده المپیک از سال ۱۹۲۰ تا ۱۹۸۰ جمعاً یازده مدال به دست آورد.

## هیئت المپیک هند
جنبش المپیک هند در طی دهه ۱۹۲۰ تأسیس شد.
در سال ۱۹۲۳، یک کمیته موقت المپیک در هند تشکیل شد و در فوریه ۱۹۲۴، کمیته بازیهای المپیک هند، جهت انتخاب تیمی برای بازیهای المپیک تابستانی پاریس برگزار شد.
هیئت هند در المپیک پاریس شامل هفت ورزشکار، هفت تنیس باز و مدیر تیم هری باک بود.
در سال ۱۹۲۷، کمیته موقت المپیک هند رسماً به انجمن المپیک هند (IOA) تبدیل شد.
وظایف اصلی آن توسعه ورزش در هند، انتخاب شهرهای میزبان برای بازیهای ملی و اعزام تیمهای منتخب از بازیهای ملی به بازیهای المپیک تابستانی بود.
بنابراین، در سال ۱۹۲۸، هفت ورزشکار را به عنوان نماینده هند در بازیهای المپیک تابستانی بعدی انتخاب کرد.
در این زمان، فدراسیون هاکی هند (IHF) نیز تأسیس شده بود و یک تیم هاکی را به بازی‌های المپیک تابستانی اعزام کرد.

## تاریخچه معاصر
در المپیک ۲۰۰۸ پکن، ابیناو بیندرا در ماده ۱۰ متر تفنگ بادی مردان طلا گرفت و اولین هندی بود که در بازی‌های المپیک به مدال طلای انفرادی دست یافت.
ویژندر سینگ با مدال برنز خود در وزن متوسط، اولین مدال بوکس کشور را بدست آورد.
در بازی‌های المپیک تابستانی ۲۰۱۲ لندن تیم هندی ۸۳ نفره در این بازی‌ها شرکت کرد و با مجموع شش مدال بهترین‌های کشور را رقم زد.
کشتی‌گیری به نام سوشیل کومار از زمان نورمن پریچارد در سال ۱۹۰۰ با چندین مدال انفرادی المپیک (برنز در المپیک ۲۰۰۸ پکن و نقره در بازی‌های المپیک تابستانی ۲۰۱۲) اولین هندی شد.
ساینا نهوال در مسابقات بدمینتون در مسابقات انفرادی زنان موفق به کسب مدال برنز در مسابقات جهانی شد
در المپیک تابستانی ۲۰۱۶ برزیل، هند با شرکت ۱۱۸ ورزشکار در این مسابقات شرکت کردند.
ساکشی مالک با کسب مدال برنز در وزن ۵۸ کیلوگرم آزاد بانوان اولین کشتی‌گیر هندی بود که موفق به کسب مدال المپیک شد.

## شرکت کنندگان
این لیست یک مقایسهٔ خلاصه‌ای از تمام شرکت کنندگان هندی در بازی‌های المپیک تابستانی را نشان می‌دهد.
| سال  | تعداد رشته‌ها | مردان | زنان | جمع   | تغیرات | 01 طلا | 02 نقره | 03 برنز | جمع مدال‌ها | تغیرات |
| ۱۹۰۰ | ۱            | ۱     | ۰    | ۱     | NA     | ۰      | ۲       | ۰       | ۲          | NA     |
| ۱۹۲۰ | ۲            | ۶     | ۰    | ۶     | +۵     | ۰      | ۰       | ۰       | ۰          | -۲     |
| ۱۹۲۴ | ۲            | ۱۳    | ۲    | ۱۴–۱۵ | +۸     | ۰      | ۰       | ۰       | ۰          | ۰      |
| ۱۹۲۸ | ۲            | ۲۱    | ۰    | ۲۱    | +۷     | ۱      | ۰       | ۰       | ۱          | +۱     |
| ۱۹۳۲ | ۳            | ۳۰    | ۰    | ۳۰    | +۹     | ۱      | ۰       | ۰       | ۱          | ۰      |
| ۱۹۳۶ | ۳–۴          | ۲۷    | ۰    | ۲۷    | -۳     | ۱      | ۰       | ۰       | ۱          | ۰      |
| ۱۹۴۸ | ۱۰           | ۷۹    | ۰    | ۷۹    | +۵۲    | ۱      | ۰       | ۰       | ۱          | ۰      |
| ۱۹۵۲ | ۱۱           | ۶۰    | ۴    | ۶۴    | -۱۵    | ۱      | ۰       | ۱       | ۲          | +۱     |
| ۱۹۵۶ | ۸            | ۵۸    | ۱    | ۵۹    | -۴     | ۱      | ۰       | ۰       | ۱          | -۱     |
| ۱۹۶۰ | ۶            | ۴۵    | ۰    | ۴۵    | -۱۴    | ۰      | ۱       | ۰       | ۱          | ۰      |
| ۱۹۶۴ | ۸            | ۵۲    | ۱    | ۵۳    | +۸     | ۱      | ۰       | ۰       | ۱          | ۰      |
| ۱۹۶۸ | ۵            | ۲۵    | ۰    | ۲۵    | -۲۸    | ۰      | ۰       | ۱       | ۱          | ۰      |
| ۱۹۷۲ | ۷            | ۴۰    | ۱    | ۴۱    | +۱۶    | ۰      | ۰       | ۱       | ۱          | ۰      |
| ۱۹۷۶ | ۲            | ۲۰    | ۰    | ۲۰    | -۲۱    | ۰      | ۰       | ۰       | ۰          | -۱     |
| ۱۹۸۰ | ۱            | ۵۸    | ۱۸   | ۷۶    | +۵۶    | ۱      | ۰       | ۰       | ۱          | +۱     |
| ۱۹۸۴ | ۴۸           | -۲۸   | ۰    | ۰     | ۰      | ۰      | -۱      |         |            |        |
| ۱۹۸۸ | ۷            | ۴۶    | -۲   | ۰     | ۰      | ۰      | ۰       | ۰       |            |        |
| ۱۹۹۲ | ۵            | ۵۳    | +۷   | ۰     | ۰      | ۰      | ۰       | ۰       |            |        |
| ۱۹۹۶ | ۱۳           | ۴۴    | ۴    | ۴۹    | -۴     | ۰      | ۰       | ۱       | ۱          | +۱     |
| ۲۰۰۰ | ۷            | ۶۵    | +۱۶  | ۰     | ۰      | ۱      | ۱       | ۰       |            |        |
| ۲۰۰۴ | ۱۴           | ۴۸    | ۲۵   | ۷۳    | +۸     | ۰      | ۱       | ۰       | ۱          | ۰      |
| ۲۰۰۸ | ۱۲           | ۳۱    | ۲۵   | ۵۶    | -۱۷    | ۱      | ۰       | ۲       | ۳          | +۲     |
| ۲۰۱۲ | ۱۳           | ۶۰    | ۲۳   | ۸۳    | +۲۷    | ۰      | ۲       | ۴       | ۶          | +۳     |
| ۲۰۱۶ | ۱۵           | ۶۶    | ۵۴   | ۱۲۰   | +۳۷    |        |         |         |            |        |

## جدول مدال‌ها

### مدال بازی‌های المپیک تابستانی
| بازی ها                 | طلا             | نقره            | برنز            | جمع             | رتبه            |
| ----------------------- | --------------- | --------------- | --------------- | --------------- | --------------- |
| ۱۸۹۶                    | شرکت نداشته‌اند. | شرکت نداشته‌اند. | شرکت نداشته‌اند. | شرکت نداشته‌اند. | شرکت نداشته‌اند. |
| ۱۹۰۰                    | ۰               | ۲               | ۰               | ۲               | ۱۷              |
| ۱۹۰۴                    | شرکت نداشته‌اند. | شرکت نداشته‌اند. | شرکت نداشته‌اند. | شرکت نداشته‌اند. | شرکت نداشته‌اند. |
| ۱۹۰۸                    | شرکت نداشته‌اند. | شرکت نداشته‌اند. | شرکت نداشته‌اند. | شرکت نداشته‌اند. | شرکت نداشته‌اند. |
| ۱۹۱۲                    | شرکت نداشته‌اند. | شرکت نداشته‌اند. | شرکت نداشته‌اند. | شرکت نداشته‌اند. | شرکت نداشته‌اند. |
| ۱۹۲۰                    | ۰               | ۰               | ۰               | ۰               | -               |
| ۱۹۲۴                    | ۰               | ۰               | ۰               | ۰               | -               |
| ۱۹۲۸                    | ۱               | ۰               | ۰               | ۱               | ۲۳              |
| ۱۹۳۲                    | ۱               | ۰               | ۰               | ۱               | ۱۹              |
| ۱۹۳۶                    | ۱               | ۰               | ۰               | ۱               | ۲۰              |
| ۱۹۴۸                    | ۱               | ۰               | ۰               | ۱               | ۲۲              |
| ۱۹۵۲                    | ۱               | ۰               | ۱               | ۲               | ۲۶              |
| ۱۹۵۶                    | ۱               | ۰               | ۰               | ۱               | ۲۴              |
| ۱۹۶۰                    | ۰               | ۱               | ۰               | ۱               | ۳۲              |
| ۱۹۶۴                    | ۱               | ۰               | ۰               | ۱               | ۲۴              |
| ۱۹۶۸                    | ۰               | ۰               | ۱               | ۱               | ۴۲              |
| ۱۹۷۲                    | ۰               | ۰               | ۱               | ۱               | ۴۳              |
| ۱۹۷۶                    | ۰               | ۰               | ۰               | ۰               | -               |
| ۱۹۸۰                    | ۱               | ۰               | ۰               | ۱               | ۲۳              |
| ۱۹۸۴                    | ۰               | ۰               | ۰               | ۰               | -               |
| ۱۹۸۸                    | ۰               | ۰               | ۰               | ۰               | -               |
| ۱۹۹۲                    | ۰               | ۰               | ۰               | ۰               | -               |
| ۱۹۹۶                    | ۰               | ۰               | ۱               | ۱               | ۷۱              |
| ۲۰۰۰                    | ۰               | ۰               | ۱               | ۱               | ۷۱              |
| ۲۰۰۴                    | ۰               | ۱               | ۰               | ۱               | ۶۵              |
| ۲۰۰۸                    | ۱               | ۰               | ۲               | ۳               | ۵۰              |
| ۲۰۱۲                    | ۰               | ۲               | ۴               | ۶               | ۵۵              |
| ۲۰۱۶2016 Rio de Janeiro | ۰               | ۰               | ۰               | ۰               |                 |
| جمع                     | ۹               | ۶               | ۱۱              | ۲۶              | ۳۷              |

### مدال‌ها بر اساس رشته
| رشته          | طلا | نقره | برنز | جمع | رتبه |
| ------------- | --- | ---- | ---- | --- | ---- |
| Field hockey  | 8   | 1    | 2    | 11  | 1    |
| Shooting      | 1   | 2    | 1    | 4   | 33   |
| Athletics     | 0   | 2    | 0    | 2   | 71   |
| Wrestling     | 0   | 1    | 3    | 4   | 43   |
| Boxing        | 0   | 0    | 2    | 2   | 64   |
| Badminton     | 0   | 0    | 1    | 1   | 9    |
| Tennis        | 0   | 0    | 1    | 1   | 28   |
| Weightlifting | 0   | 0    | 1    | 1   | ۵۶   |
| جمع           | ۹   | ۶    | ۱۱   | ۲۶  | ۳۷   |